# Ashley Linda Spina
Ashley Linda Spina (1985) è un'ex sciatrice alpina statunitense.

## Biografia
Attiva in gare FIS dal dicembre del 2000, in Nor-Am Cup la Spina esordì il 4 dicembre 2000 a Val Saint-Côme in slalom speciale (17ª), conquistò tre podi tutti nel 2003 (il primo il 2 gennaio a Mont Garceau in slalom gigante, 2ª; l'ultimo l'11 marzo a Panorama nella medesima specialità, 3ª) e prese per l'ultima volta il via il 14 marzo dello stesso anno ancora a Panorama in slalom speciale (4ª). Si ritirò durante la stagione 2006-2007 e la sua ultima gara fu uno slalom speciale universitario disputato il 17 febbraio a Jiminy Peak, non completato dalla Spina; in carriera non debuttò in Coppa del Mondo né prese parte a rassegne olimpiche o iridate.

## Palmarès

### Nor-Am Cup
- Miglior piazzamento in classifica generale: 8ª nel 2003
- 3 podi:
  - 1 secondo posto
  - 2 terzi posti